# Майдель, Аксель Эдуардович
Барон Мо́риц Алекса́ндер Гео́рг (А́ксель Эдуа́рдович Ма́йдель) фон Ма́йдель (нем. Moritz Alexander "Axel" Georg von Maydell; 1869—1945) — барон из рода фон Майдель, общественный и государственный деятель, помещик, член Государственного совета Российской империи.

## Биография
Мориц Александер Георг фон Майдель, из остзейских дворян, родился в немецкой евангелическо-лютеранской семье в Пастфере (Паасфере) Эстляндской губернии. Его дед — основатель ветви Каттентак-Пастфер Отто Эрнст Эдуард фон Майдель (1790—1862). Отец Акселя — Фридрих Эрнст Эдуард фон Майдель (Эдуард Антонович; 1830—1899), действительный статский советник, с 1889 года риттершафтсгауптман (нем. Ritterschaftshauptmann),  (губернский предводитель дворянства), в 1896 по 1899 год Эстляндский ландрат и глава Ландратной коллегии. Мать Акселя — Александра София Генриетта фон Штакельберг (нем. Alexandra Sophie Henriette von Stackelberg), баронесса из рода Штакельбергов. Братья и сёстры Морица: Катарина Александрина (1862-1920); Юлия Хелена (род. 1864); Эрнст Александер (1866-1909); Эдуард Вильгельм Отто (род. 1871): Георг Готлиб (1874-1891); Анна Юлия Александра (1876-1920). В 1888 году Мориц Александер Георг фон Майдель окончил частную гимназию Кольмана. С 1889 по 1891 год Александер учился в Императорском Дерптском университете, но курса не окончил. Воинскую повинность отбывал вольноопределяющимся в 39-м Нарвском драгунском полку. После военной службы занимался сельским хозяйством. Был землевладельцем, имел 6607 десятин в Эстляндской губернии в 1912 году. Был женат, его супруга — Наталья Иоанна фон Майдель (в девичестве — Вейс) (нем. Natalie Johanna von Maydell (Weiss)). С 1902 по 1917 год занимал должность почётного мирового судьи. С 1904 по 1918 год Мориц Александер был уездным депутатом дворянства. Был членом Балтийской конституционно-монархической партии. 11 сентября 1912 года Мориц был избран членом Государственного совета Российской империи от съезда землевладельцев Эстляндской губернии. 15 октября 1912 года Майдель отказался по непонятным причинам от звания члена Государственного совета. В 1918 году был выслан в Сибирь, затем вернулся в Эстонию. С 1919 по 1938 год был председателем Общества помощи немецким школам. С 1919 по 1934 год он был председателем  Эстляндского союза взаимопомощи. Был куратором Домского училища в Таллине. С 1920 года Мориц Александер Георг фон Майдель один из лидеров Немецко-балтийской партии. В 1939 году он был выслан в Германию. До конца дней Мориц Александер участвовал в деятельности организаций балтийского рыцарства. Умер в Германии в городе Бельгерн.